# أندرسون (إنديانا)
أندرسون (بالإنجليزية: Anderson, Indiana)‏ هي مدينة من مدن الولايات المتحدة وتقع في مقاطعة ماديسون في ولاية إنديانا.
يبلغ عدد سكانها 56129 نسمة وذلك حسب إحصائيات سنة 2010  يبلغ ارتفاع المدينة عن سطح البحر قرابة 268 مترًا. تبلغ مساحتها 107.43 كم² وتقع فيها جامعة أندرسون.

## التركيبة السكانية
حدّد مكتب تعداد الولايات المتحدة بيانات التركيبة السكانية لأندرسون في تعداد الولايات المتحدة. في ما يلي، التركيبة السكانية حسب تعدادي 2000 و2010.

### تعداد عام 2000
بلغ عدد سكان أندرسون 59,734 نسمة بحسب تعداد عام 2000، وبلغ عدد الأسر 25,274 أسرة وعدد العائلات 15,422 عائلة مقيمة في المدينة. في حين سجلت الكثافة السكانية 552.9 نسمة لكل كيلومتر مربع (1,432.0/ميل2). وبلغ عدد الوحدات السكنية 27,643 وحدة بمتوسط كثافة قدره 255.9 لكل كيلومتر مربع (662.8/ميل2).
وتوزع التركيب العرقي للمدينة بنسبة 81.99% من البيض و14.88% من الأمريكيين الأفارقة و0.31% من الأمريكيين الأصليين و0.49% من الأمريكيين ذوي الأصول الآسيوية و0.02% من سكان جزر المحيط الهادئ و0.86% من الأعراق الأخرى و1.45% من عرقين مختلطين أو أكثر و2.07% من الهسبانيون أو اللاتينيون من أي عرق.
بلغ عدد الأسر 25,274 أسرة كانت نسبة 30.6% منها لديها أطفال تحت سن الثامنة عشر تعيش معهم، وبلغت نسبة الأزواج القاطنين مع بعضهم البعض 41.4% من أصل المجموع الكلي للأسر، ونسبة 15.1% من الأسر كان لديها معيلات من الإناث دون وجود شريك، بينما كانت نسبة 4.5% من الأسر لديها معيلون من الذكور دون وجود شريكة وكانت نسبة 39% من غير العائلات. تألفت نسبة 33.1% من أصل جميع الأسر من عدة أفراد يعيشون في نفس المنزل ونسبة 14% كانت تتألف من شخص يعيش بمفرده يبلغ من العمر 65 عاماً أو أكثر. وبلغ متوسط حجم الأسرة المعيشية 2.28، أما متوسط حجم العائلات فبلغ 2.87.
بلغ العمر الوسطي للسكان 36.1 عاماً. وكانت نسبة 23.1% من القاطنين تحت سن الثامنة عشر، وكانت نسبة 9.3% بين الثامنة عشر والرابعة والعشرين عاماً، ونسبة 27.1% كانت واقعةً في الفئة العمرية ما بين الخامسة والعشرين والرابعة والأربعين عاماً، ونسبة 21.1% كانت ما بين الخامسة والأربعين والرابعة والستين، ونسبة 15.8% كانت ضمن فئة الخامسة والستين عاماً فما فوق. يوجد لكل 100 أنثى 90.3 ذكر، ويوجد لكل 100 أنثى في الثامنة عشر من عمرها فما فوق 85.8 ذكر.
بلغ متوسط دخل الأسرة في المدينة 32,577 دولارًا، أما متوسط دخل العائلة فبلغ 39,552 دولارًا. وكان متوسط دخل الذكور 31,346 دولارًا مقابل 22,736 دولارًا للإناث. وسجل دخل الفرد الخاص بالمدينة 19,142 دولارًا. وكانت نسبة 10.8% من العائلات ونسبة 13.4% من السكان تحت خط الفقر، وكان من هؤلاء نسبة 20.8% تحت سن الثامنة عشر ونسبة 6.7% في الخامسة والستين من العمر وما فوق.

### تعداد عام 2010
بلغ عدد سكان أندرسون 56,129 نسمة بحسب تعداد عام 2010، وبلغ عدد الأسر 23,560 أسرة وعدد العائلات 13,756 عائلة مقيمة في المدينة. في حين سجلت الكثافة السكانية 519.6 نسمة لكل كيلومتر مربع (1,345.8/ميل2). وبلغ عدد الوحدات السكنية 27,953 وحدة بمتوسط كثافة قدره 258.8 لكل كيلومتر مربع (670.3/ميل2).
وتوزع التركيب العرقي للمدينة بنسبة 78.75% من البيض و15.20% من الأمريكيين الأفارقة و0.33% من الأمريكيين الأصليين و0.47% من الأمريكيين ذوي الأصول الآسيوية و0.04% من سكان جزر المحيط الهادئ و2.57% من الأعراق الأخرى و2.63% من عرقين مختلطين أو أكثر و4.84% من الهسبانيون أو اللاتينيون من أي عرق.
بلغ عدد الأسر 23,560 أسرة كانت نسبة 28.8% منها لديها أطفال تحت سن الثامنة عشر تعيش معهم، وبلغت نسبة الأزواج القاطنين مع بعضهم البعض 35.8% من أصل المجموع الكلي للأسر، ونسبة 17.1% من الأسر كان لديها معيلات من الإناث دون وجود شريك، بينما كانت نسبة 5.5% من الأسر لديها معيلون من الذكور دون وجود شريكة وكانت نسبة 41.6% من غير العائلات. تألفت نسبة 34.5% من أصل جميع الأسر من عدة أفراد يعيشون في نفس المنزل ونسبة 13.8% كانت تتألف من شخص يعيش بمفرده يبلغ من العمر 65 عاماً أو أكثر. وبلغ متوسط حجم الأسرة المعيشية 2.28، أما متوسط حجم العائلات فبلغ 2.91.
بلغ العمر الوسطي للسكان 37.8 عاماً. وكانت نسبة 22.4% من القاطنين تحت سن الثامنة عشر، وكانت نسبة 11.6% بين الثامنة عشر والرابعة والعشرين عاماً، ونسبة 24.8% كانت واقعةً في الفئة العمرية ما بين الخامسة والعشرين والرابعة والأربعين عاماً، ونسبة 24.9% كانت ما بين الخامسة والأربعين والرابعة والستين، ونسبة 16.3% كانت ضمن فئة الخامسة والستين عاماً فما فوق. وتوزع التركيب الجنسي للسكان بنسبة 47.9% ذكور و52.1% إناث.

## توأمة
لمدينة أندرسون اتفاقيات توأمة مع:
- برنبورغ

## أعلام
- ميلتون إس. روبنسون
- فرد ويلت
- إيلي كيتس
- راي إنرايت
- بوب ويلكرسون
- بوب كاري
- توم فيشر
- ويليام ر. مايرز
- غاري مكغي
- غاري بورتون